# Teoria del contrario
Teoria del contrario è il primo mixtape del rapper italiano Dani Faiv e del produttore italiano Kanesh, pubblicato il 15 ottobre 2016 dalla Angapp.

## Tracce
1. Teoria del contrario (intro) – 3:19
2. Vivi meglio – 3:45
3. Lexotan – No Look – 3:29
4. Contrario della speranza – 4:15
5. Cracco – 3:59
6. Mic on la palla – 4:32
7. Scodinzolando (Freestyle) – 1:38
8. Mi diverte dirlo – 3:16
9. Heart – 2:52
10. F.D.S. – 3:33
11. Uma Thurman (Freestyle) – 2:58
12. S.W.N.C – 4:14
13. Con il fumo dietro – 3:49
14. Centro – 2:59
15. Gufo (Outro) – 3:33
16. Solo quello (Bonus Track) – 2:31
17. Lexotan – Contrario (Bonus Track) – 8:11